# Американская исключительность
Америка́нская исключи́тельность (англ. American exceptionalism) — мировоззрение национальной исключительности, согласно которому Соединённые Штаты Америки занимают особое место среди других народов с точки зрения своего национального духа, политических и религиозных институтов.
Согласно мнению ряда историков истоки такой позиции восходят к проповеди Джона Уинтропа «Модель христианского милосердия», лидера одной из групп переселенцев, направлявшихся в Америку в 1630 году, который определял миссию переселенцев в Новый Свет, как создание нового идеального общества, образца для всего мира. Некоторые учёные относят её происхождение к идеям изложенным в книге французского политика Алексиса де Токвиля, который в 1835 году утверждал, что Соединённые Штаты заняли особое место среди всех стран.
Вера в американскую исключительность более характерна для консерваторов, чем либералов. Американские историки Говард Зинн и Годфри Ходжсон утверждают, что она основана на мифе, и что «растёт число отказов от принятия идеи исключительности» на национальном и международном уровнях. В противоположность этому, американский консерватор Майк Хакаби говорит, что «отрицание американской исключительности означает по сути отрицание сердца и души этого народа».

## Обзор
Историк Дороти Росс выделяет три варианта дальнейшего развития американской исключительности:
1. Американские христиане-протестанты считают, что американский прогресс приведёт к христианскому тысячелетию.
2. Часть американцев связывает свою историю с развитием свободы в англосаксонской Англии, и даже предлагает вернуться к традициям тевтонских племён, которые завоевали Западную Римскую империю.
3. Другая часть американцев ожидает «тысячелетнюю новизну» Америки, видя непочатый край «целины», обещающей избежать распада, который постигал предыдущие республики.

Французский политический деятель Алексис де Токвиль впервые написал об этом в 1831 г. в своей работе «Демократия в Америке»:
Положение американцев совершенно исключительное, и можно считать, что ни одно демократическое общество никогда ранее не оказывалось в аналогичных условиях. Их строго пуританское происхождение, их исключительно коммерческие привычки, даже территория, которую они населяют, как представляется, отвращает их умы от преследования наук, литературы и искусства, близость Европы, которая позволяет им пренебрегать этими преследованиями, не впадая в варварство, тысячи особых причин, из которых я смог указать только на самые важные, направляют ум американцев на чисто практические цели. Его страсти, его желания, его образование, его окружение — кажется, всё объединилось для направления усилий уроженца Соединённых Штатов по направлению к земле. Одна только религия изредка поворачивает его в другом направлении для того, чтобы время от времени бросить мимолётный отвлекающий взгляд на небо. Давайте рассматривать все демократические государства через призму примера американского народа.
Американская исключительность тесно связана с идеей «явного предначертания». Этот термин был использован в «демократии Джексона» в 1840 году для содействия присоединению ряда территорий западной части современных США (территория Орегона, аннексия Техаса, договор Гадсдена и мексиканская уступка).
Ключевым моментом американской исключительности является утверждение о том, что Соединённые Штаты и народ США отличается от других народов как объединение людей, которые прибыли со всего мира, но которые занимают общую позицию в отстаивании определённых самоочевидных истин, таких как свобода, неотъемлемые права человека, демократия, республиканизм, верховенство закона, гражданские свободы, гражданские добродетели, всеобщее благо, справедливость, частная собственность и конституционное правительство.
Критики утверждают, что следование идее американской исключительности равносильно пропаганде шовинизма и национализма. В своих аргументах они часто сравнивают США с другими странами, которые утверждали свой исключительный характер или судьбу. Примерами последнего времени являются Великобритания в разгар Британской империи, а также СССР, Франция и нацистская Германия. В истории были также другие империи: Древний Рим, Китай, Испанская империя, а также множество малых царств и племён, претендовавших на исключительность. В каждом случае существовали основания, по которым государство объявлялось исключительным по сравнению с другими странами, опираясь на обстоятельства, культурные традиции, мифы и самовнушённые национальные цели.

## Происхождение термина
В начале XXI века журналисты стали приписывать изобретение термина Иосифу Сталину, хотя англоязычное словосочетание и употреблялось в его нынешней форме и значении по крайней мере с самого начала XX века. Видимо, тенденция такой атрибуции следует за научными работами, приписавшими изобретение термина американскому коммунисту Джею Лавстону, у кого его якобы и заимствовал Сталин.

## Причины в их историческом контексте
Учёные изучили возможные истоки американской исключительности.

### Отсутствие феодализма
Многие учёные приняли модель американской исключительности, разработанную Гарвардским политологом Луисом Харцем. В работе Либеральные традиции в Америке (1955) Харц утверждает, что в американской политической жизни практически не было левых/социалистических и правых/аристократических элементов, которые доминируют в большинстве других стран, потому что в колониальной Америке отсутствовали феодальные традиции, такие как государственная религия, помещичьи земли и наследственное дворянство. Школа «либерального консенсуса», характерная для Дэвида Поттера, Дэниела Бурштина и Ричарда Хофштадтера, подобно Харцу, считает, что политические конфликты в американской истории оставались в жёстких рамках либерального консенсуса по отношению к частной собственности, правам личности и представительному правлению. Возникавшие национальные правительства были гораздо менее централизованными и националистичными, чем их европейские аналоги.

### Пуританские корни
Многие пуритане с арминианскими наклонностями занимали золотую середину между строгим кальвинистским предопределением и менее ограничивающим богословием Божественного Провидения. Они считали, что Бог заключил завет со своим народом и избрал их для проведения среди других народов Земли. Один из пуританских лидеров, Джон Уинтроп в своей проповеди «Модель христианского милосердия», выразил эту идею в виде образа «Града на холме» — это сообщество пуританской Новой Англии, которое должно служить моделью сообщества для остального мира. Эта метафора часто используется сторонниками исключительности. Пуританские глубоко моралистические ценности оставались частью национальной идентичности Соединённых Штатов на протяжении веков, оставаясь влиятельными и на сегодняшний день. Часть американской исключительности можно проследить от американских пуританских корней.

### Американская революция и республиканизм
Идеи, которые вызвали американскую революцию, пришли от традиций республиканизма, отвергнутого британским обществом. Томас Пейн в памфлете Здравый смысл впервые выразил убеждение, что Америка является не только расширением Европы, но и новой страной с почти неограниченным потенциалом и возможностями, которые переросли британскую метрополию. Эти настроения заложили интеллектуальную основу для концепции революционной американской исключительности и были тесно связаны с республиканизмом — убеждением, что суверенитет принадлежит людям, а не наследственному правящему классу.
Алексис де Токвиль подчеркнул передовой характер демократии в Америке, утверждая, что ею проникнуты все аспекты жизни общества и культуры, в то время (1830-е годы), когда демократия не была в моде в других местах.

### Рабство
Соединённые Штаты были единственной республикой с рабством, более того, единственной богатой современной нацией, имевшей рабство. Европейские державы: Великобритания, Франция, Нидерланды, Испания и Португалия — имели рабство в своих заморских колониях, но оно отсутствовало в метрополии после примерно 1790 года. Кроме того, США являются единственной крупной страной, в которой рабство вызвало масштабную гражданскую войну, уничтожившую рабство путём насилия.

### Иммиграция
Один из аргументов Алексиса де Токвиля в пользу американской исключительности используется до сих пор. Он состоит в том, что Америка остаётся необыкновенно привлекательной для иммигрантов из-за ожидаемых экономических и политических возможностей. С момента основания США многие иммигранты, такие как Александр Гамильтон, Джон Джейкоб Астор, Эндрю Карнеги, Чарли Чаплин, Боб Хоуп, Сол Беллоу, Генри Киссинджер и Арнольд Шварценеггер поднялись на вершину в бизнесе, СМИ и политике, не говоря уже об успехах их потомков, таких как Колин Пауэлл и Барак Обама. «Американская мечта» представляет собой воображаемое обилие возможностей американской системы.
Соединённые Штаты являются первыми в мире по численности иммигрантов: более 38,5 миллионов проживающих в США человек являются иммигрантами первого поколения. Ежегодно Соединённые Штаты натурализуют около 900 тыс. иммигрантов в качестве новых граждан, больше любой другой страны в мире. С 1960 по 2005 год Соединённые Штаты занимали первое место в мире каждые пять лет по общему числу принимаемых иммигрантов. С 1995 года Соединённые Штаты принимали более 1 миллиона иммигрантов в год. Заняв первое место в первой десятке стран, принявших беженцев в 2006 году, США приняли их в два раза больше, чем следующие девять стран вместе взятых, около 50 тыс. беженцев. Кроме того, в среднем, более 100 тыс. беженцев в год переселялось ежегодно в период между 1990 и 2000 годами. Более того, более 85 тыс. лиц, ищущих убежища, ежегодно приезжают в Соединённые Штаты, из которых примерно 45 % добиваются успеха в его получении.
Критики отмечают, что в настоящее время Америка вряд ли уникальна в привлечении иммигрантов, и что многие страны тоже популярны для переселения, такие как Австралия, Канада и Новая Зеландия, которые тоже приветствуют иммигрантов.

## Американский коммунизм
В 1927 году Джей Лавстон, лидер Коммунистической партии Америки, определил американскую исключительность как рост прочности американского капитализма, которая, как он сказал, помешала социалистической революции в Америке. В 1929 году советский лидер Иосиф Сталин, не желая верить, что Америка так устойчива к революции, назвал идеи Лавстона «ересью американской исключительности». В 1930-х годах учёные США переопределили американскую исключительность как олицетворение нации, которая должна вести мир во главе с США под идеалами старших европейских стран и быть примером на пути к свободному будущему без марксизма и социализма. Позже социалисты и другие авторы в США и за их пределами пытались описать эту исключительность.

## В литературе
Конечно, и у нас, американцев, есть свои недостатки. Временами мы совершали глупые ошибки. Но только благодаря нам хотя бы какая-то небольшая часть населения Земли может жить сегодня в мире и благополучии. И никогда ещё не было такого великодушного победителя и такого благородного союзника. Наши ошибки совершались из наилучших побуждений, а наши жертвы оправдывали многое в истории человечества.— Ральф Питерс. «Война 2020-го года»

## Рассмотрение аргументов

### Республиканский характер и идеи государственности
Сторонники американской исключительности утверждают, что Соединённые Штаты являются исключительными потому, что они были основаны на республиканских идеалах, а не на общем наследии, этнической принадлежности или правящей элите. По формулировке президента Авраама Линкольна в Геттисбергской речи Америка является нацией «задуманной на условиях свободы и преданной утверждению, что все люди созданы равными». С этой точки зрения Америка неразрывно связана со свободой и равенством.
Политика Соединённых Штатов с момента их образования характеризовалась федерализмом и системой сдержек и противовесов, которые были разработаны, чтобы предотвратить чрезмерное усиление отдельных лиц, фракций, регионов или правительственных органов. Некоторые сторонники теории американской исключительности утверждают, что эта система и сопровождающее её подозрение к концентрации власти предотвращает Соединённые Штаты от страданий «тирании большинства», сохраняет свободную республиканскую демократию, а также то, что она позволяет гражданам жить на территории, законы которой отражают гражданские ценности. Следствием этой политической системы является то, что законы могут значительно варьироваться по стране. Критики американской исключительности утверждают, что эта система просто заменяет власть национального большинства государства на власть аналогичных сущностей внутри штатов. В целом, американская политическая система, в сравнении с унитарным государством, вероятно, обеспечивает доминирование местных органов власти и предотвращает чрезмерную государственную доминанту.

### Пограничный дух
Сторонники американской исключительности часто утверждают, что «американский дух» или «американская идентичность» возникли из-за постоянной близости границ, вернее фронтира (следуя «теории границ» Фредерика Тёрнера), именно суровые и дикие условия породили американскую национальную жизнеспособность. Однако, этот «пограничный дух» был не только в Соединённых Штатах, другие страны, такие как Новая Зеландия, Канада, Южная Африка, Бразилия, Аргентина и Австралия тоже длительное время были пограничными, что наложило отпечаток на формирование их национальной психики. Фактически все британские колониальные области создавались пионерами-первопроходцами. Хотя каждый народ имеет свой пограничный опыт (например, в Австралии «товарищества», выполнявшие работу совместно, расцениваются в Соединённых Штатах как более чем индивидуализм), особенности, вытекающие из попыток британцев «освоить» дикие и часто враждебные территории против воли коренного населения, оказались общими для многих таких стран. По большому счёту, всё человечество в тот или иной момент своей истории предпринимало усилия по расширению своих границ.

### Мобильность
На протяжении большей части своей истории, особенно с середины XIX — начала XX веков, Соединённые Штаты были известны как «страна возможностей», и они этим гордились и сами способствовали созданию возможностей для того, чтобы личность могла вырваться из среды своего класса и семьи. Примеры такой социальной мобильности включают:
- Профессиональные — дети могли легко выбрать карьеру, которая не была основана на выборе родителей.
- Географические — место жительства не рассматривалось как нечто статическое, граждане беспрепятственно переезжали на большие расстояния.
- Статусные — как и в большинстве стран, репутация и богатство семьи означало её переход в более высокий социальный круг. Здесь любой человек, начиная от бедных иммигрантов и выше, который упорно трудится, мог стремиться к высокому положению в обществе, независимо от обстоятельств рождения. Это стремление и есть то, что обычно называют американской мечтой. Обстоятельства рождения не являлись барьером для попадания в верхние эшелоны власти или для получения высокого статуса в американской культуре. В этом есть отличие от других стран, где многие высшие должности являются социально обусловленными.

Однако, в настоящее время социальная мобильность в США значительно ниже, чем в ряде стран Европейского Союза. Американские мужчины, родившиеся в семьях, попадающих в нижние квинтили по доходам, имеют гораздо больше шансов остаться там по сравнению с аналогичными мужчинами в странах Северной Европы или Соединённом Королевстве.

### Американская революция
Американская революционная война утвердила территорию идеологической «исключительности». Идеологи революции, такие как Томас Пейн и Томас Джефферсон, вероятно, стремились сформировать в Америке нацию, принципиально отличающуюся от европейских корней народа Америки, создавая современный конституционный республиканизм с ограничением клерикальной власти. Оппоненты возражают, считая, что нет ничего уникального в революции. Английская «славная революция» была почти за век до американской революции и привела к конституционной монархии. Французская революция привела к формированию демократии, эта революция рассматривается как процесс, который выковал самые современные идеалы демократии и управления государством.

## Противоположные точки зрения
Во время правления администрации Джорджа Буша термин несколько абстрагировался от своего исторического контекста. Сторонники и противники начали использовать его для описания явления, по которому определённые политические силы изображали Соединённые Штаты «выше закона» или как «исключение из закона», в частности, по отношению к Закону Наций. Это явление в меньшей степени связано с оправданием американской исключительности, чем с утверждением своего иммунитета по отношению к международному праву. Это новое использование термина служило созданию путаницы и образованию мутной воды, так как происходило смещение смыслового акцента и отклонение от исторического использования этого термина. Многие из тех, кто придерживается «старого стиля» или идеи «традиционной американской исключительности», состоящей в том, что Америка является исключительной нацией по сравнению с другими, что она качественно отличается от остального мира и имеет особую роль в мировой истории — также согласны с тем, что Соединённые Штаты должны полностью подчиняться международному публичному праву и действовать только в его рамках. Действительно, последние исследования показывают, что «есть данные о поддержке американской исключительности среди общественности США, но практически нет доказательств поддержки унилатерализма».
В апреле 2009 года президент США Барак Обама на вопрос журналиста в Страсбурге ответил: «Я верю в американскую исключительность, также как, я полагаю, британцы верят в британскую исключительность, а греки — в греческую».

### Игнорирование аспектов
Критики слева, такие как Говард Зинн в книге «Народная история Соединённых Штатов» (1980 и последующие издания), утверждают, что в американской истории есть такие безнравственные пятна, что она не может быть образцом добродетели. Зинн считает, что американская исключительность не может быть божественного происхождения, поскольку американцы не были милостивыми, особенно когда имели дело с индейцами.
Американский теолог Рейнгольд Нибур утверждает, что автоматическое предположение о том, что Америка действует на благо, приведёт к моральному разложению. После второй мировой войны Нибур повторил своё утверждение, сосредоточив внимание на аморальном характере атомной бомбы. Он иронизировал, что такое аморальное оружие было использовано нацией, которая утверждает о своём моральном превосходстве над коммунизмом.
Критики говорят, что для любой особенности Америки всегда найдутся другие страны, имеющие такую же особенность. Апологеты отвечают, что историческая уникальность Соединённых Штатов является результатом сочетания многих факторов и не касается конкретных аспектов национального характера. Противники, однако, утверждают, что национальный характер есть результат сложения всех его компонентов, и поэтому каждый народ на Земле является уникальным.
Канадские и американские политики и экономисты исследуют причины отличия Америки от наиболее близкого народа на том же континенте, имеющего совсем другую историю — от канадцев.

### Двойные стандарты
Историки США, подобные Томасу Бендеру, пытаются «положить конец недавнему возрождению американской исключительности, дефекту, который, как он считает, унаследован от холодной войны». Гарри Рейчард и Тэд Диксон утверждают, что «развитие Соединённых Штатов всегда зависит от их взаимодействия с другими странами по сырьевым товарам, культурным ценностям и населению». Роджер Коэн спрашивает: «Как вы можете быть исключительными, когда все основные проблемы у вас налицо, от терроризма до распространения ядерного оружия, до проблемы цен на газ, решение которой требует совместных действий». Гарольд Кох различает «особые права, различающиеся метки, менталитет 'аркбутана', и двойные стандарты (…) Четвёртая грань — двойные стандарты — представляет собой наиболее опасные и разрушительные формы американской исключительности». Годфри Ходжсон также делает вывод, что «национальный миф США опасен». Саманта Пауэр утверждает, что «мы не являемся ни ярким примером, ни даже компетентным надоедалой. Потребуются поколения, чтобы вернуть американскую исключительность».
Ноам Хомский в своей книге «Failed States: The Abuse of Power and the Assault on Democracy» по отношению к политике США вообще считает, что речь идет об одном-единственном стандарте, который выразил ещё Адам Смит в формуле: «Все для нас, ничего для других».

### Ересь американизма
Папа Лев XIII, осудивший в энциклике Testem benevolentiae nostrae то, что он считал ересью американизма, вероятно, имел в виду американскую исключительность в церковной области, налагающей свой отпечаток на учение христианства и доктрины Римско-католической церкви. В конце XIX века среди римско-католического духовенства США определилась тенденция, в которой американское общество рассматривалось как отличающееся по своей сути от других христианских народов и обществ, и возникла дискуссия о том, что полное понимание церковного учения должно быть пересмотрено, для того чтобы соответствовать требованиям того, что известно как американский опыт, который якобы включает больше индивидуализма, гражданских прав, наследия американской революции, англо-саксонской культурной традиции, экономического либерализма, политического реформизма и эгалитаризма и церковно-государственного разделения.

### «Неизбежный крах»
Критик Нью-Йорк Таймс Николай Урусофф назвал Америку «империей, очарованной своей собственной властью, и не ведающей, что она исчезает». Бывший чиновник администрации Клинтона Чарльз Купчан считает, что «американское лидерство уже перевалило за свой пик». Согласно Джозефу Наю, который служил при президентах Картере и Клинтоне, американская «мягкая сила — её способность притягивать других благодаря легитимности политики США и ценностей, которые лежат в их основе — приходит в упадок».
Иван Эланд из Независимого института предупреждает, что перенапряжение вооружённых сил США «может ускорить падение Соединённых Штатов как сверхдержавы».
Мэтью Пэррис из лондонской Sunday Times сообщает, что Соединённые Штаты «перегружены» романтическими воспоминаниями президентства Кеннеди, когда «Америка имела наилучшие аргументы» и могла позволить себе моральные убеждения, а не силу, чтобы иметь свой путь в мире. Говард Френч со своей позиции корреспондента International Herald Tribune в Шанхае выражает опасения по поводу «снижения морального влияния Соединенных Штатов» перед лицом развивающегося Китая.
Директор по исследованиям Центра по анализу европейской политики Весс Митчелл говорит: «С упадком Соединённых Штатов, усиливающаяся Европа и возрождающаяся Россия разворачивают треугольник Евро-Атлантических сил, создавая микрокосм многополярного порядка на будущее».
В своей книге «Постамериканский мир» редактор Newsweek Фарид Закария, касаясь «постамериканского мира», говорит «не об упадке Америки, а скорее о росте всех других».
В 2004 году Патрик Бьюкенен жаловался на «упадок и снижение производства в крупнейшей промышленной республике в мире, который он когда-либо видел». В 2005 году журналист «Гардиан» Полли Тойнби пришла к выводу, что ураган «Катрина» обнажил «пустую сверхдержаву». В 2007 году Пьер Аснэ из парижского Национального фонда политических наук заявил: «Это столетие не будет новым американским веком». В 1988 году Флора Льюис сетовала, что «разговоры об упадке в США реальны в том смысле, что США больше не могут нажимать на все рычаги и оплачивать по всем счетам». Даже в попытке отсрочить упадок, Джеймс Шлезингер признал в 1988 году, что США «больше не являются экономически могущественной державой в мире … уже не являются в военном отношении доминирующей силой … больше не могут достичь всего того, что пожелают». «Признаки падения очевидны для всех, кто хочет их видеть», заявил Питер Пассел в 1990 году, отметив, что США потеряли свою конкурентоспособность и проиграли бой с японским Джаггернаутом. «Европейцы и азиаты», — писал Энтони Льюис в 1990 году, «уже видят подтверждения своих подозрений, что США находятся в упадке». Ссылаясь на зависимость Америки от иностранных источников энергии и «решающие недостатки» в военной области, Том Виккер делает вывод, что «сохранение статуса сверхдержавы становится всё более трудным — почти невозможным — для Соединённых Штатов».
Критики идеи американской исключительности приводят множество показателей, по которым США отстают от многих не только развитых государств, но и стран третьего мира. Наиболее полный перечень включает 33 пункта, среди которых указаны отсутствие общей системы здравоохранения, наибольшее количество заключенных, наивысшая доля людей с ожирением и др.
Американская исключительность считается опасным мифом, так как «не являясь уникальной страной, США ведут себя так же, как все остальные, преследуя собственные интересы» и «тратят мало усилий в чисто идеалистических целях». Кроме того, утверждается, что вера американцев в превосходство США над другими странами мешает им понять негативное восприятие их страны в мире: «Внешняя политика США могла бы быть более эффективной, если бы американцы были менее убеждены в их исключительных достоинствах и менее одержимы их пропагандой».

### Сходство Соединённых Штатов и Европы
В декабре 2009 года историк Петер Болдуин опубликовал книгу, в которой утверждает, что, несмотря на широко распространенное противопоставление «американского образа жизни» и «европейской социальной модели», Америка и Европа на самом деле очень похожи по ряду социальных и экономических признаков. Болдуин заявил, что негритянская люмпенизированная прослойка является одной из тех немногих характеристик, по которым между США и Европой существует сильное различие. Сюда же относятся высокий уровень убийств и детская бедность. Тем не менее, критики утверждают, что некоторые из доказательств Болдуина на самом деле поддерживают стереотип особой американской модели: свободная рыночная экономика с минимальной защитой трудового класса, состязательность правовой системы, высокий уровень убийств, свободное владение оружием, большое число заключённых, и дорогая медицинская помощь и относительно широко распространенная бедность.